# Contres, Cher
Contres är en kommun i departementet Cher i regionen Centre-Val de Loire i de centrala delarna av Frankrike. Kommunen ligger  i kantonen Dun-sur-Auron som tillhör arrondissementet Saint-Amand-Montrond. År 2022 hade Contres 34 invånare.

## Befolkningsutveckling
Antalet invånare i kommunen Contres
Referens:INSEE